# دايفيد يوهانسون
دايفيد يوهانسون (بالسويدية: David Johansson)‏ (28 مايو 1982 خوفدة السويد - ) هو لاعب كرة قدم سويدي يلعب كمدافع.

## روابط خارجية
- دايفيد يوهانسون على موقع اتحاد السويد (السويدية)
- دايفيد يوهانسون على موقع قاعدة بيانات كرة القدم.إي يو (الإنجليزية)